# Nicolas Goussé
Nicolas Goussé (Thouars, 2 gennaio 1976) è un ex calciatore francese, di ruolo attaccante.

## Palmarès

### Club
- Coppa Intertoto UEFA: 1

Troyes: 2001

### Individuale
- Capocannoniere del Coppa Intertoto UEFA: 1

2001 (6 gol, a pari merito con Marijo Dodik)